# Novela griega

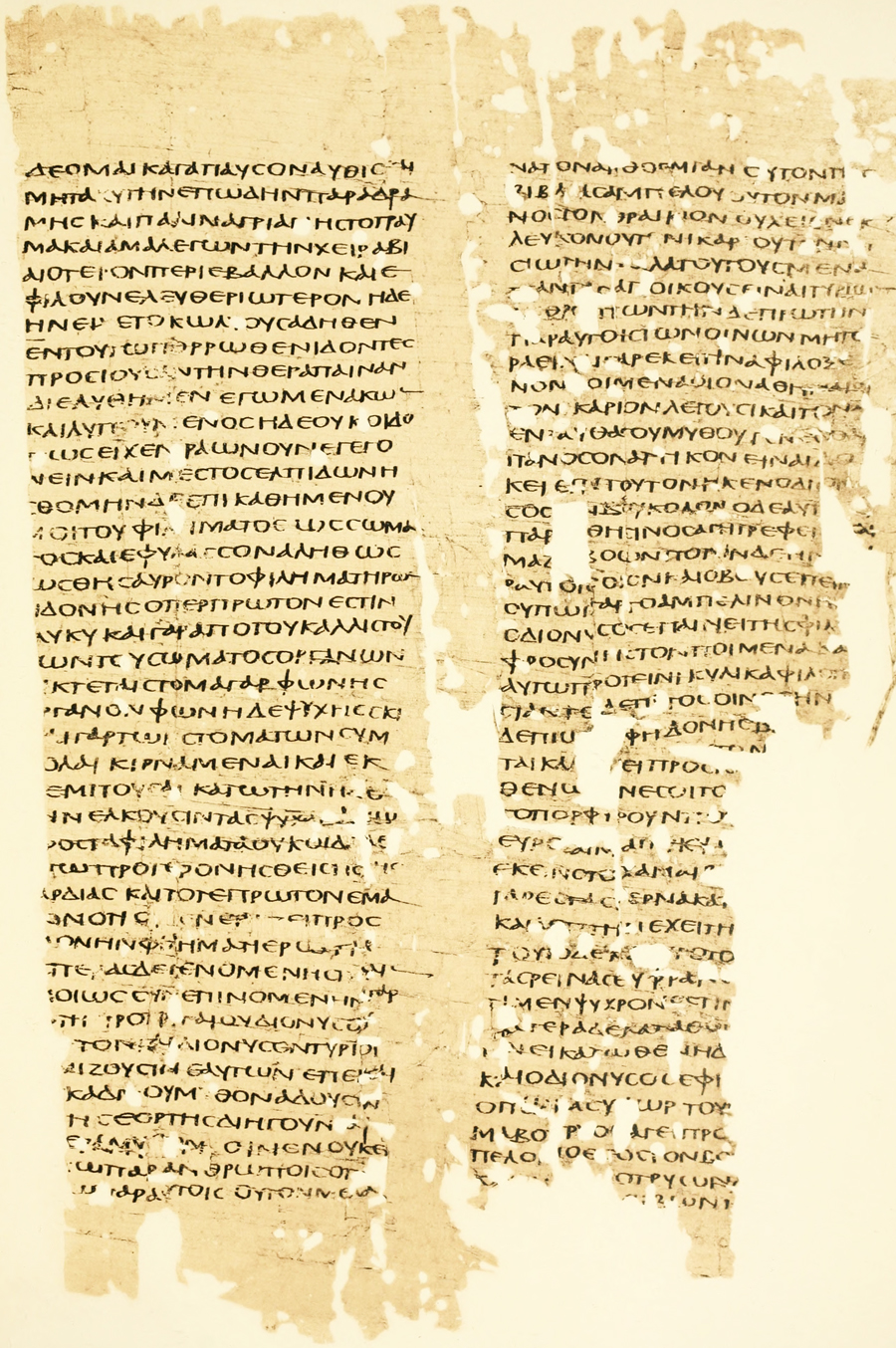
Las Aventuras de Leucipa y Clitofonte (en griego τὰ κατὰ Λευκίππην καὶ Kλειτoφῶντα), escrita por Aquiles Tacio. Una de las cinco novelas griegas conservadas.

La novela como género literario parece haberse desarrollado, si nos olvidamos de precedentes en la literatura egipcia como la Historia de Sinuhé, que es del siglo XIII a. C.,  ya en Época helenística; el resto más antiguo es la novela de Nino, de la segunda mitad del siglo I d. C., pero floreció especialmente desde el renacimiento aticista del siglo II d. C.

## Características
La novela griega es pobre a la hora de trazar caracteres si la comparamos con las novelas romanas, las orientales o las novelas occidentales actuales, que son consecuencia de una mentalidad individualista típicamente burguesa, pero es rica en complicaciones argumentales. Sus antecedentes pueden verse en las Historias milesias de Arístides de Mileto, relatos breves y picantes con que, a la manera de un Decamerón de la época, traducidas al latín por Sisenna, entretenía el general romano Craso a sus tropas antes de la para él funesta batalla de Carras contra los partos el año 53 a. C.; pero también cabe ver un precedente en las epopeyas; de hecho, algunos consideran a la Odisea de Homero la primera novela griega. 
Como las novelas occidentales, las griegas nacieron de la degradación de los mitos épicos, primero en forma de novela histórica y luego en forma de novelas más o menos verídicas de viajes peligrosos. De sus autores sabemos poco, salvo que solían tener conexiones con Oriente: paradójicamente, lo más característico de las novelas griegas es su carácter anhelénico en cuanto a autores y gran parte del contenido, quizá porque el Helenismo había ampliado mucho el horizonte de la cultura griega. Pero lo realmente propio del argumento es la separación de dos hermosos amantes que escapan por poco de una serie de espantosos peligros y adversidades; y el reencuentro de ambos, con un final feliz al término de la obra.

## Repertorio
Nos quedan cinco novelas completas, junto con dos resúmenes y un cierto número de fragmentos papiráceos:
- Leucipa y Clitofonte de Aquiles Tacio.
- Quéreas y Calírroe de Caritón.
- Etiópicas o Teágenes y Cariclea de Heliodoro.
- Dafnis y Cloe de Longo de Lesbos.
- Efesíacas o Habrócomes y Antía de Jenofonte de Éfeso.

A estas hay que añadir algunas conocidas más parcialmente, o por resúmenes, adaptaciones o versiones traducidas al latín:
- Nino y Semíramis, del siglo II d. C..
- Babilónicas, de Jámblico, de mediados del siglo II.
- El asno o Las metamorfosis, de Lucio de Patras, refundida en latín por Apuleyo, siglo II.
- Recognitiones pseudo-clementinas.
- Historia de Apolonio, rey de Tiro, siglo II, que conocemos por una versión latina del siglo V y VI (Historia Apollonii regis Tyri) y traducciones medievales.
- Fragmentos papiráceos de Megámedes y Quione, cercana al estilo de Caritón; fragmentos de Herpilis; Metíoco y Parténope; Calígone; Antea; Fenicíacas de Loliano y Sesoncosis

La más conocida de las novelas es Dafnis y Cloe (mediados del siglo III), novela pastoril encantadora en la que las aventuras dan paso a la descripción de los sentimientos y del ambiente. Las Etiópicas de Heliodoro es la historia de Cariclea, una sacerdotisa de Delfos de la que Teágenes, un tesalio, se enamora y se la lleva a Egipto. Después de una serie de largas aventuras, Cariclea está a punto de ser sacrificada a los dioses en Etiopía, pero es confundida con la hija de un rey, y los amantes se casan felizmente.

## Enlaces
- Perseus Digital Library, la mayor base de textos griegos y latinos
- Lista de Autores y Obras del Diccionario Griego-Español
- L´Année Philologique, la enciclopedia bibliográfica del mundo clásico que recoge todo lo publicado cada año (disponible en Red e impreso
- Suidas, la enciclopedia bizantina del siglo XI en línea

- Datos: Q2246055